# Дигтен
Дигтен (нем. Diegten) — коммуна в Швейцарии, в кантоне Базель-Ланд.
Входит в состав округа Вальденбург. Население составляет 1562 человека (на 31 декабря 2007 года). Официальный код — 2884.

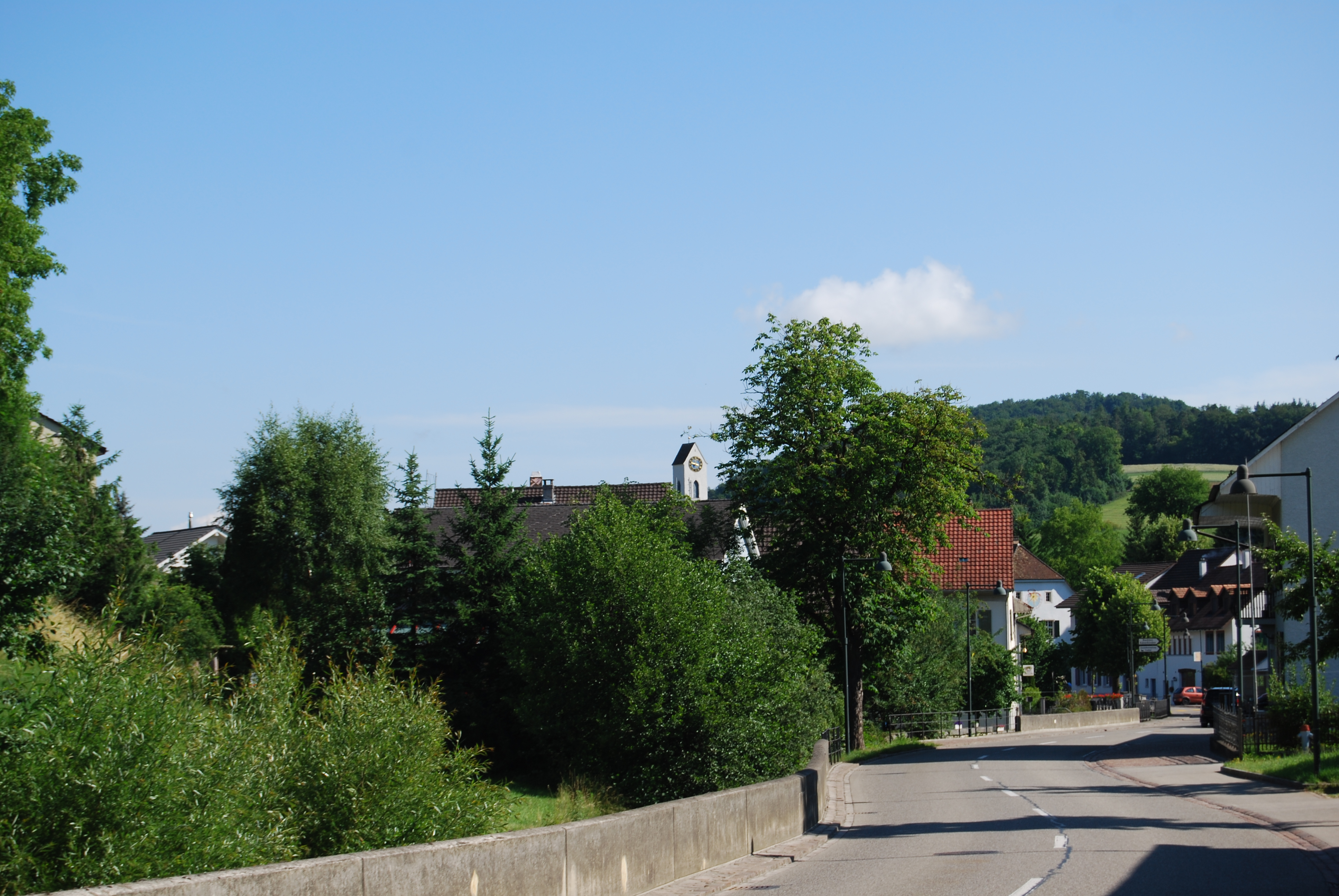
Дигтен

## Фотографии

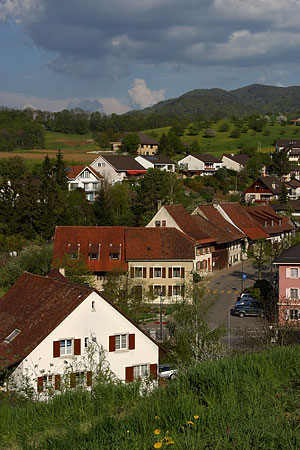
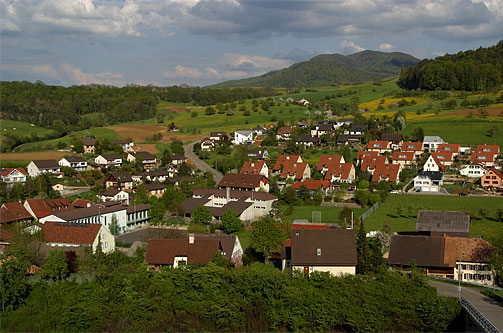
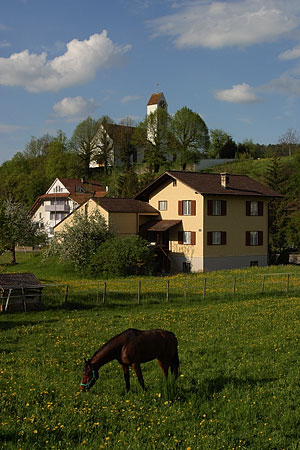
Церковь
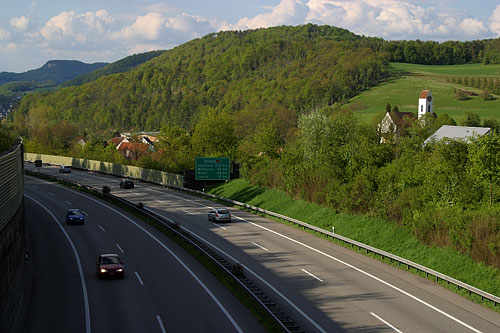